# 金沢湯涌江戸村
金沢湯涌江戸村（かなざわゆわくえどむら、Kanazawa Yuwaku Edomura）は、石川県金沢市湯涌温泉にある金沢市立の歴史博物館である。江戸期の建造物を移築保存し、歴史文化の理解を深め文化の向上をはかることを目的として設置された。2010年9月開館。

## 概要
金沢の奥座敷と称される湯涌温泉街に位置する。同温泉街の旧白雲楼ホテル（廃業）の隣にかつて存在した旧金沢江戸村（金沢市湯涌町ヘ19番地）の歴史的建造物群を移築し、2010年9月に開設された。
村内の歴史的建造物はすべて国の重要文化財、または石川県・金沢市の有形文化財に指定されている。金沢市内の長町武家屋敷･兼六園･金沢城･にし茶屋街付近の旧家をはじめ、石川県内（一部福井県）各地にあった江戸期建立の歴史的建造物が移築保存されている。公益財団法人金沢文化振興財団が指定管理者に指定され、管理運営を行っている。なお、湯涌地域の住民が中心となって活動を行っている金沢湯涌江戸村維持保存研究会が主導して、茅葺き農家の燻蒸や、体験講座、障子貼りなど、さまざまな活動を行っている。

## 施設一覧

### 町家･武家ゾーン

#### 旧多賀家表門
- 旧所在地…石川県金沢市兼六元町
- 建築年代…18世紀頃
- 指定…金沢市指定有形文化財
- 概要…江戸村入口にある。外部からも見学可能。元は金沢市兼六元町にあった上級武士の屋敷の表門。

#### 旧松下家住宅
- 旧所在地…石川県金沢市泉2丁目
- 建築年代…1830年頃
- 指定…国の重要文化財

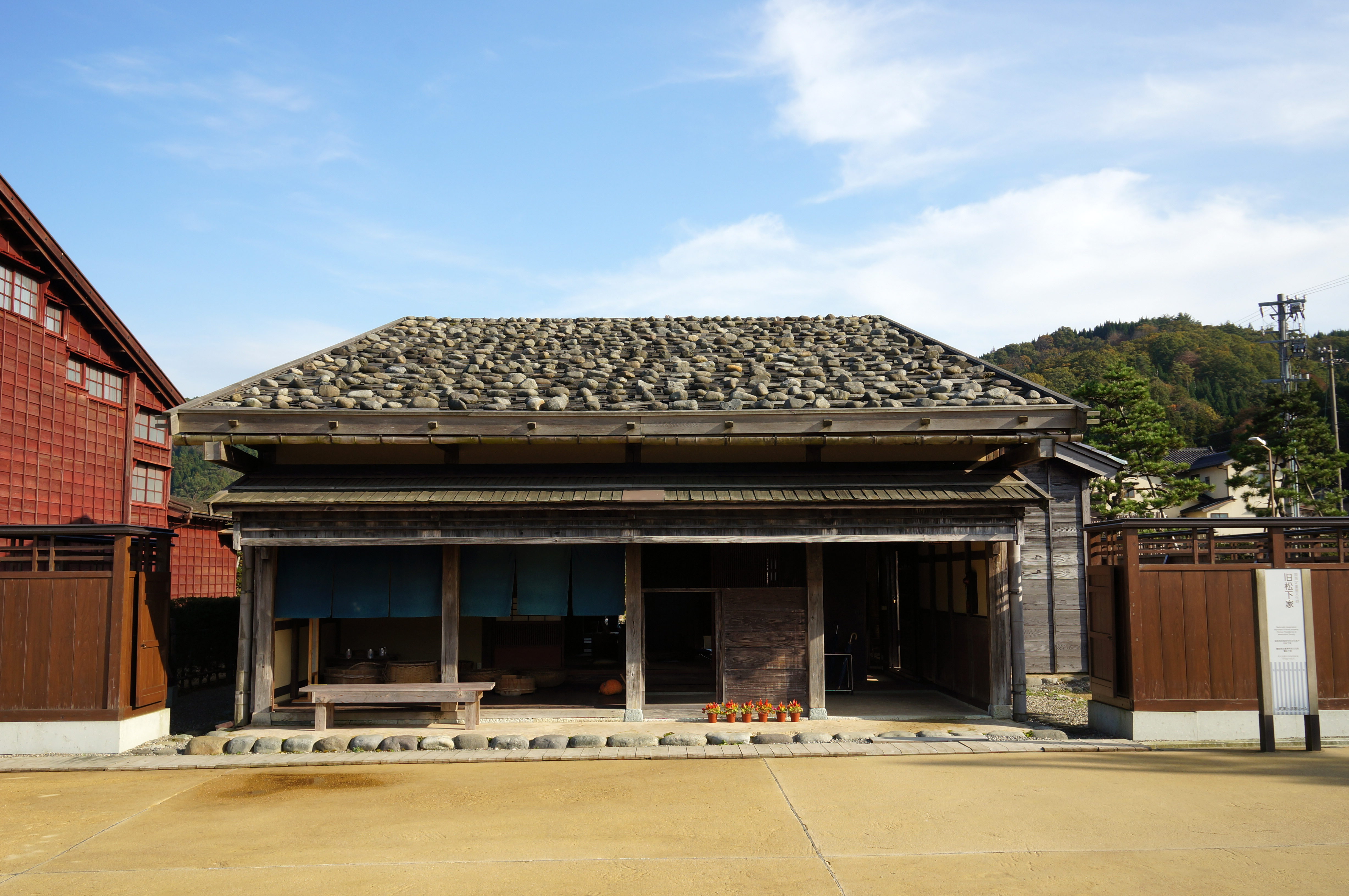
旧松下家住宅

- 概要…入口を入ってすぐのところにある。元は金沢市泉新町にあった商家

#### 旧山川家住宅
- 旧所在地…石川県金沢市竪町
- 建築年代…1830年頃
- 指定…石川県指定有形文化財

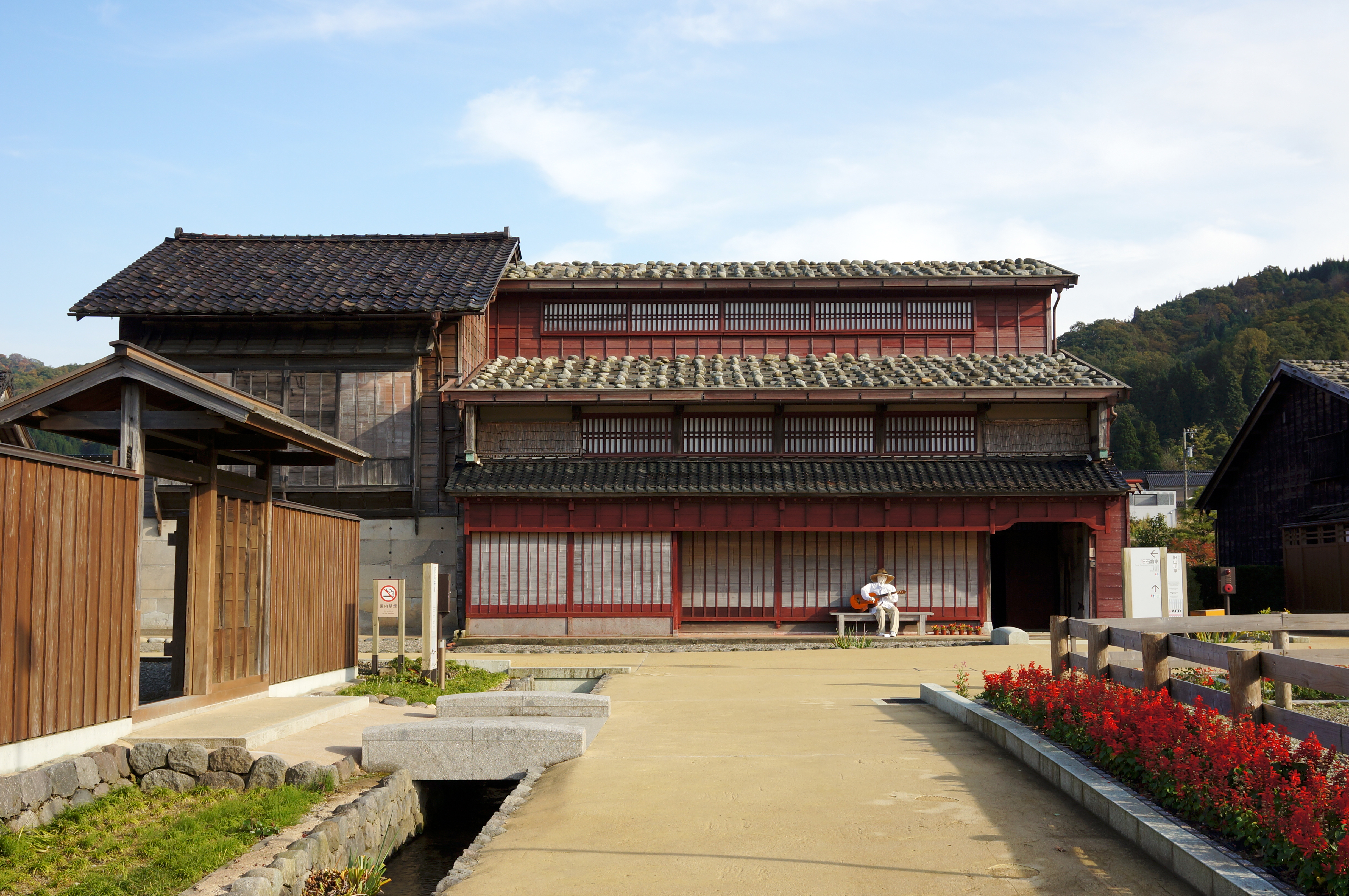
旧山川家住宅

- 概要…旧松下家住宅の北にある。元は江戸時代から明治･大正にかけて繁栄した商家。

#### 旧永井家住宅
- 旧所在地…石川県金沢市菊川町
- 建築年代…19世紀頃
- 指定…金沢市指定有形文化財

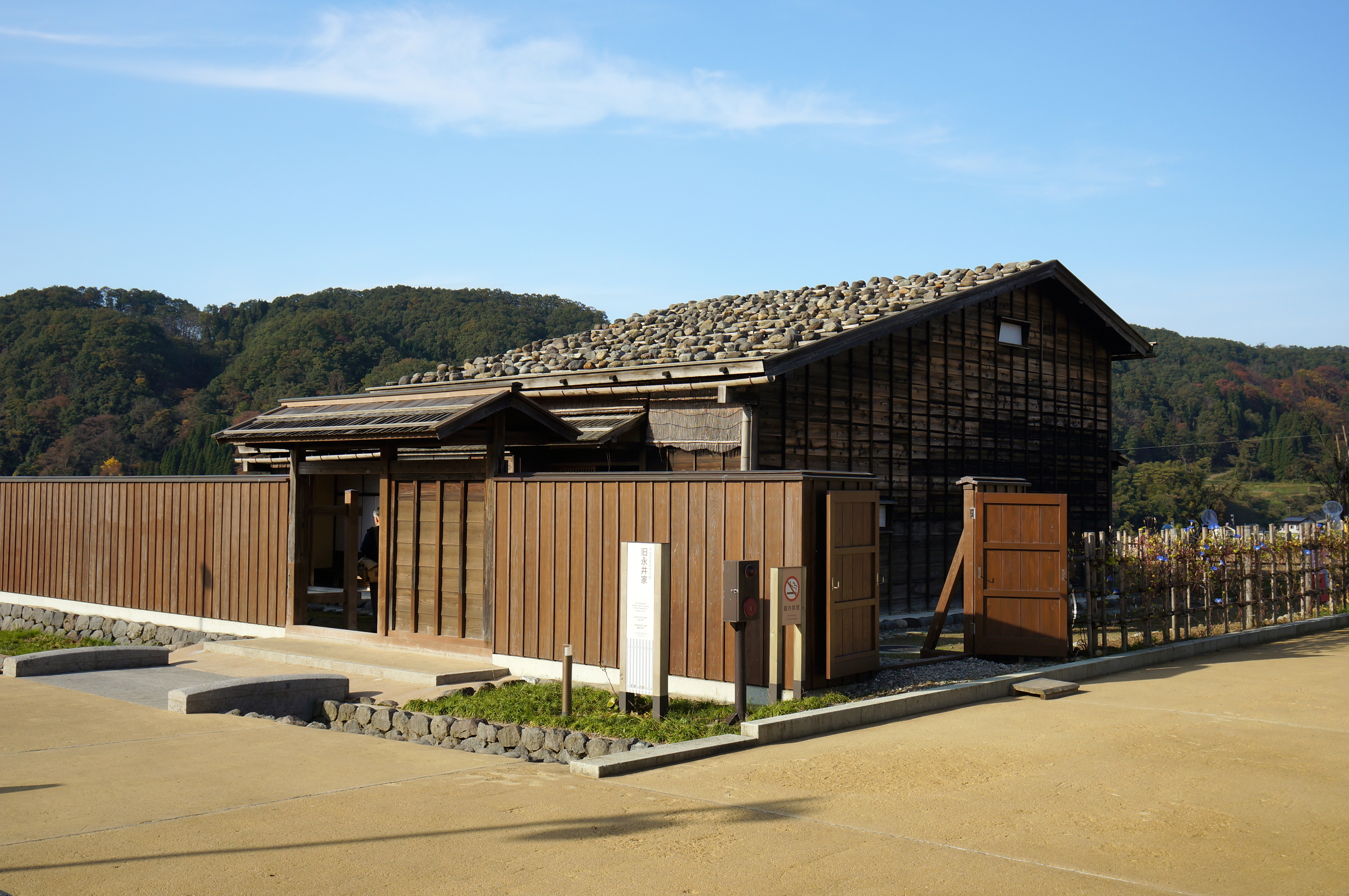
旧永井家住宅

- 概要…旧山川家住宅の西隣にある。元は江戸末期に足軽居住区（現在の菊川2丁目）にあった住宅。

#### 旧鯖波本陣石倉家住宅
- 旧所在地…福井県南条郡南越前町
- 建築年代…1868年
- 指定…国の重要文化財
- 概要…江戸村唯一の福井県から移築した住宅。町家･武家ゾーン最奥部にある。元は福井県南越前鯖波宿にあった問屋。

### 農家ゾーン

#### 旧園田家住宅
- 旧所在地…石川県金沢市二俣町
- 指定…重要有形民俗文化財

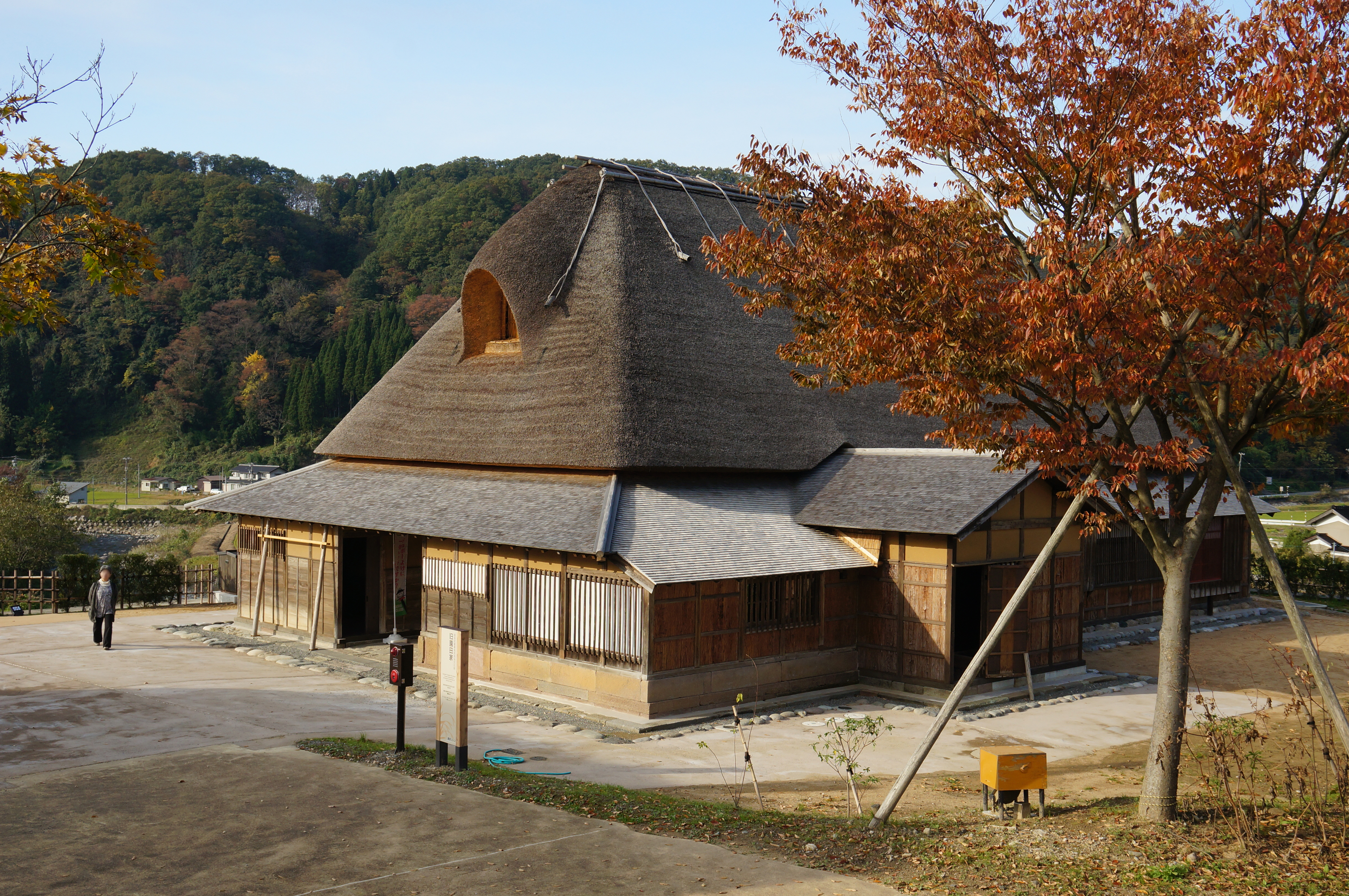
旧園田家住宅

- 概要…旧野本家住宅隣、旧高田家住宅裏に移築予定。元は紙漉農家の家であった。[5]

#### 旧平家住宅
- 旧所在地…石川県鳳珠郡能登町
- 建築年代…17世紀頃
- 指定…石川県指定有形文化財
- 概要…農家ゾーン一番手前にある。元は能登町（旧柳田村）にあった能登地方で一番古い農家。

#### 旧野本家住宅
- 旧所在地…石川県鳳珠郡能登町
- 建築年代…19世紀前半
- 指定…金沢市指定有形文化財

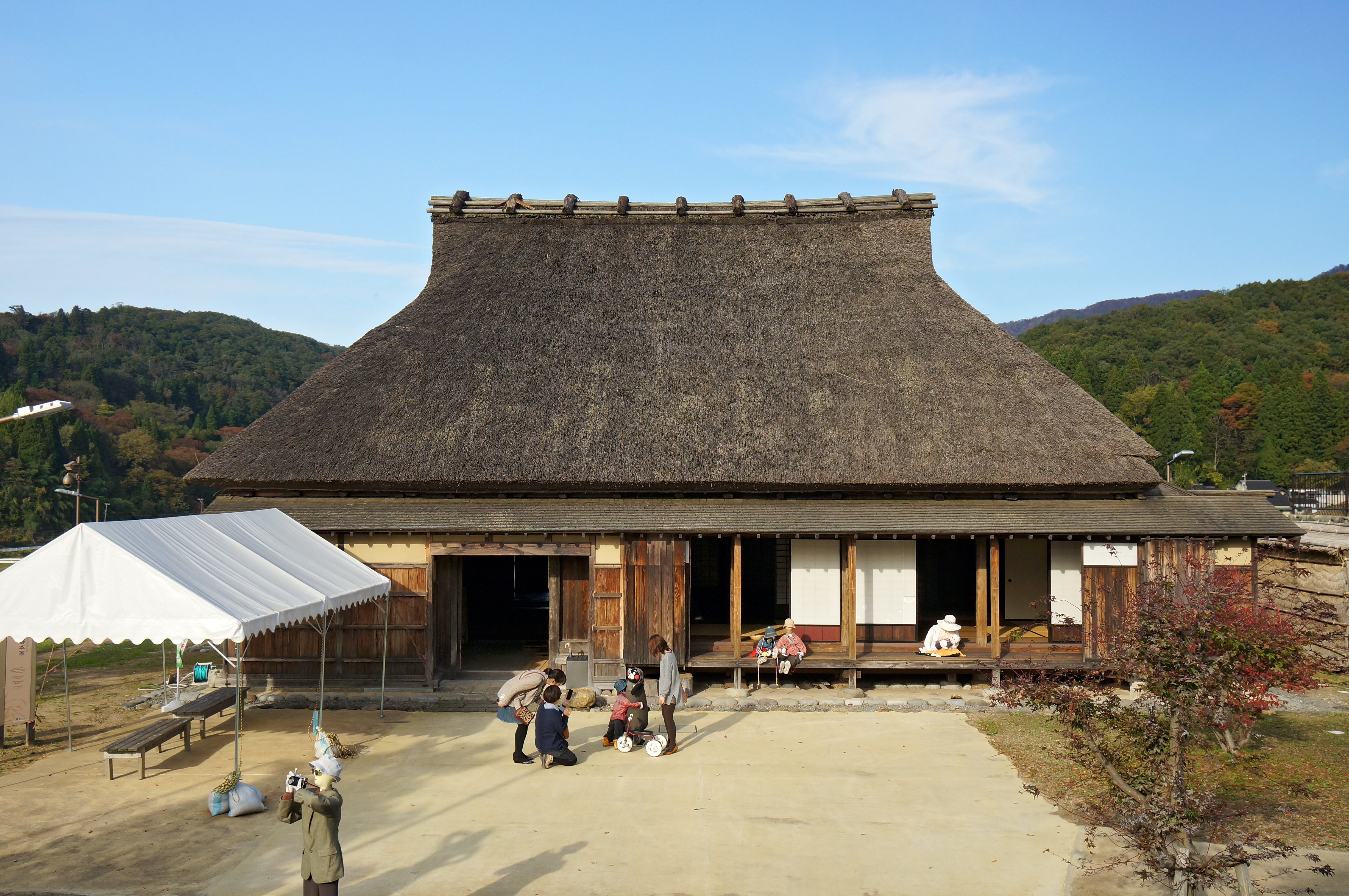
旧野本家住宅

- 概要…農家ゾーン最奥部にある。元は能登町（旧柳田村）にあった農家。

#### 旧高田家住宅
- 旧所在地…石川県金沢市湯涌河内町
- 建築年代…18世紀前半
- 指定…石川県指定有形文化財
- 概要…江戸村内の西端にある。元は金沢市湯涌河内町にあった江戸中期の本百姓の家。

### 移築予定

#### 町家･武家ゾーン

##### 旧平尾家住宅
- 指定…金沢市指定有形文化財
- 概要…旧永井家住宅の隣に移築予定。元は加賀藩の陪臣の家であった。[6]

#### 農家ゾーン
※施設内情報の出典は金沢湯涌村公式サイト

## 利用情報

### 開園時間
午前9:00～午後5:30(入園受付は午後5:00まで)

### 休園日
毎週火曜日(火曜日が休日の場合はその翌日)
※1月1日～3日は曜日に関係なく閉園。

### 入園料
| 対象           | 料金  |
| -------------- | ----- |
| 一般           | 310円 |
| 団体(20名以上) | 260円 |
| 65歳以上       | 210円 |
| 高校生以下     | 無料  |

※金沢市文化施設共通観覧券の対象施設である。

### 施設利用
事前に予約申請をすれば、住宅1戸を有料で貸し切ることが出来る